# Botanischer Garten ‚Alpinum Juliana‘

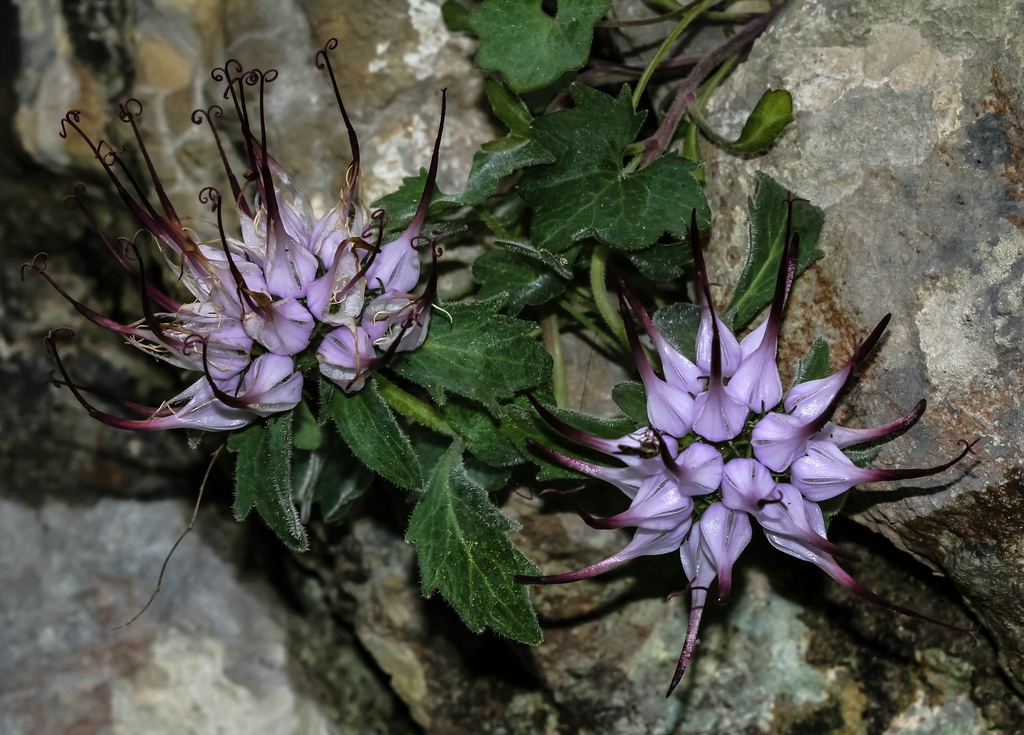
Schopfteufelskralle

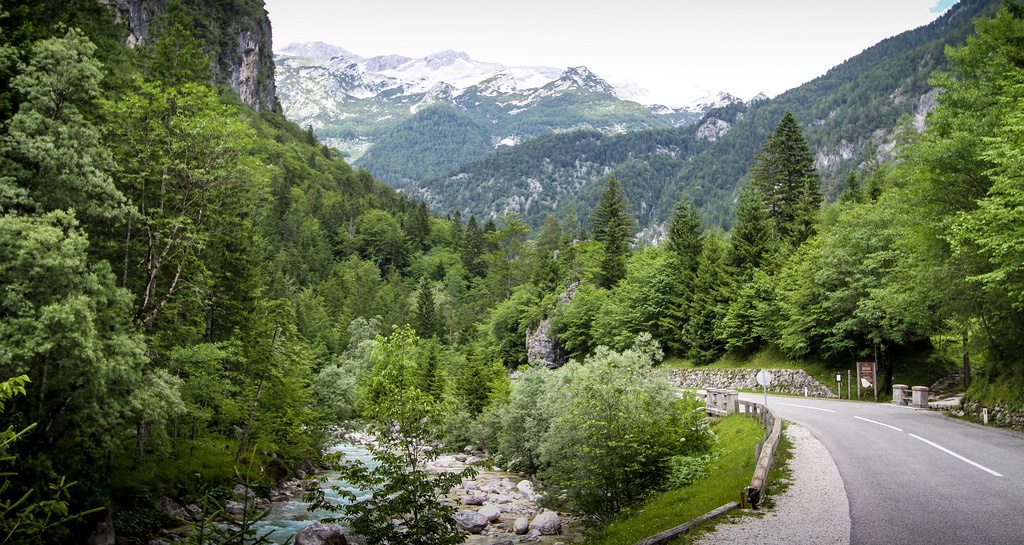
Blick nach Nord: Eingangsbereich des Gartens (rechts im Bild)

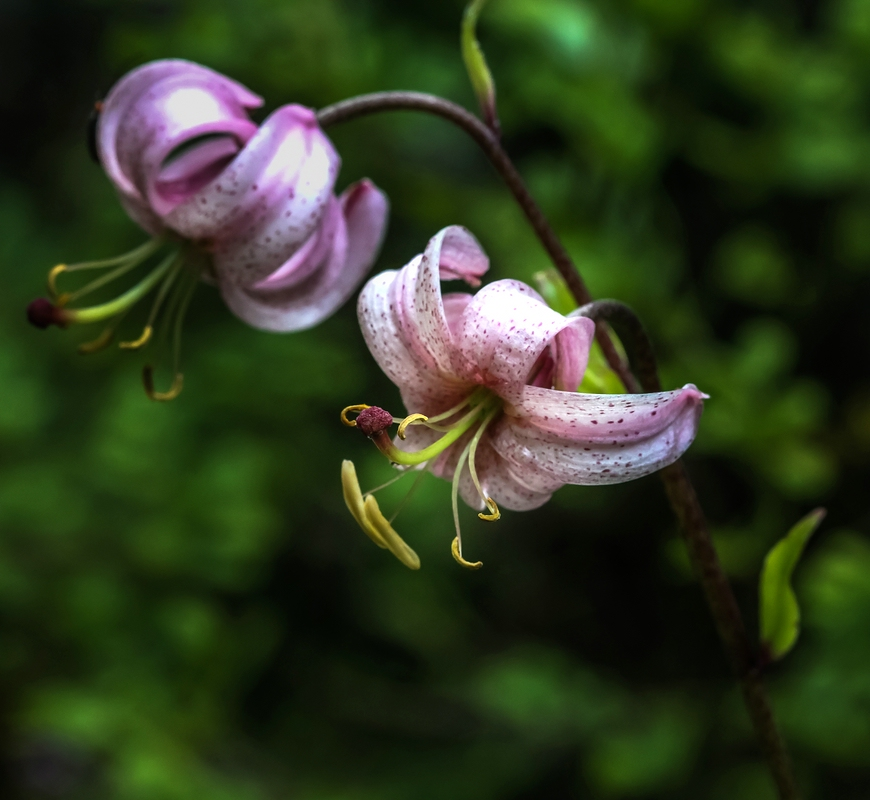
Türkenbund

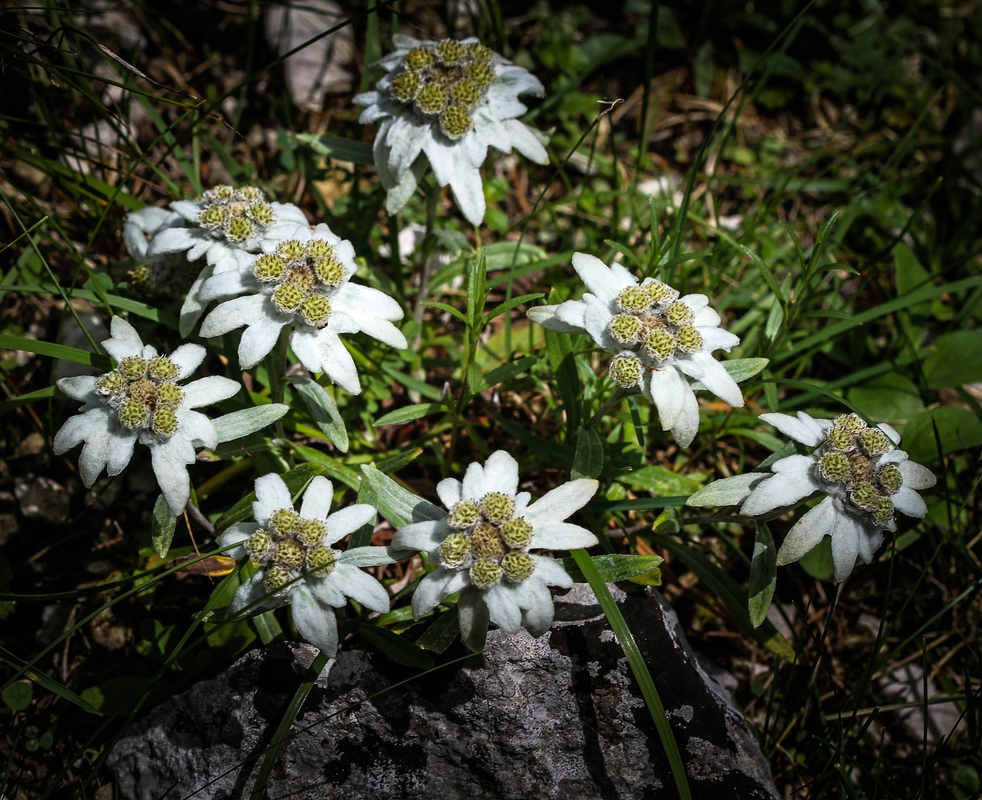
Alpen-Edelweiß

Der Botanische Garten ‚Alpinum Juliana‘ (slowenisch Botanični vrt Alpinum Juliana) liegt in Slowenien nördlich des Ortes Trenta – etwa 45 Meter über dem linken Isonzo-Ufer auf 800 Meter Seehöhe an einem Steilhang des Berges Kukla – zirka acht Kilometer westlich des Triglav. Der Name Alpinum Juliana des Gartens verweist auf seine Lage am Fuße der Julischen Alpen direkt an der Isonzo-Uferstraße, die durch den Triglav-Nationalpark hinauf zum Werschetzpass führt.
Der Botanische Garten wurde 1926 von dem Triester Unternehmer Albert Bois de Chesne (1871–1953) gegründet. Sein Berater war seinerzeit der Alpinist Julius Kugy. Ab 1949 kümmerte sich die Botanikerin Angela Piskernik um den Garten. Bekannte Gärtner waren Ančka Kavs (* 28. Dezember 1907 in Vrsnik) und Anton Tožbar (* 29. Mai 1905 in Trenta; † 3. Februar 1993 ebenda). Die etwa 800 verschiedenen Pflanzen des Gartens stammen aus den Julischen Alpen, aus Friaul-Julisch Venetien, den Karawanken, aus Karstgegenden, den Voralpen und auch aus den Westalpen, Pyrenäen, Apenninen, dem Atlas und dem Kaukasus. Ungünstig wirkt sich die relativ geringe Seehöhe des Hochgebirgsgartens auf die „Gesundheit“ mancher darin lebender Gletscherblumen aus.
Seit 1981 gilt der Garten als Naturdenkmal des Triglav-Nationalparks. Er befindet sich in Verwaltung des Slowenischen Naturgeschichtlichen Museums (Prirodoslovni muzej Slovenije).
Das Konzept des Alpinum beeinflusste Gianfranco Gioitti bei der Planung des Botanischen Gartens Carsiana in Sgonico nahe Triest.